# Koprowicka Przełęcz Wyżnia
Koprowicka Przełęcz Wyżnia (słow. Vyšné kôprovické sedlo) – położona na wysokości 1934 m przełęcz w grani Liptowskich Kop w słowackich Tatrach. Znajduje się w tej grani pomiędzy Zadnim Gołym Wierchem Liptowskim (1970 m) a Skrajnym Gołym Wierchem Liptowskim (1984 m). Jest to szerokie i trawiaste siodło. Na wschodnią stronę do Doliny Koprowej opada spod przełęczy trawiasta w górnej części depresja, niżej lejkowato zwężająca się i zamieniająca w wąski żleb. Na trzech wysokościach stoki te przecinają trzy ścieżki, w tym Leśna Obwodnica i Wschodnia Obwodnica. Ku zachodowi trawiaste stoki przełęczy opadają do Koprowickiego Kotła w najwyższej części Doliny Koprowicy. 
Dawniej na kopulastych i trawiastych szczytowych partiach Kop Liptowskich wypasali swoje stada mieszkańcy wsi Wychodna i Kokawa Liptowska. Od 1949 r. Kopy Liptowskie stanowią obszar ochronny Tatrzańskiego Parku Narodowego z zakazem wstępu. Z rejonu przełęczy i sąsiednich jej szczytów schodzą do Doliny Koprowej kolosalne lawiny, największe w całych Liptowskich Kopach. Np. w marcu 1956 r. lawina o objętości 210 tysięcy metrów sześciennych zmiotła las na obszarze o rozmiarach ok. 400 × 400 metrów. Siłą podmuchu powaliła także drzewostan na przeciwległym stoku, a grubość lawiniska wyniosła 7 m.

## Przypisy

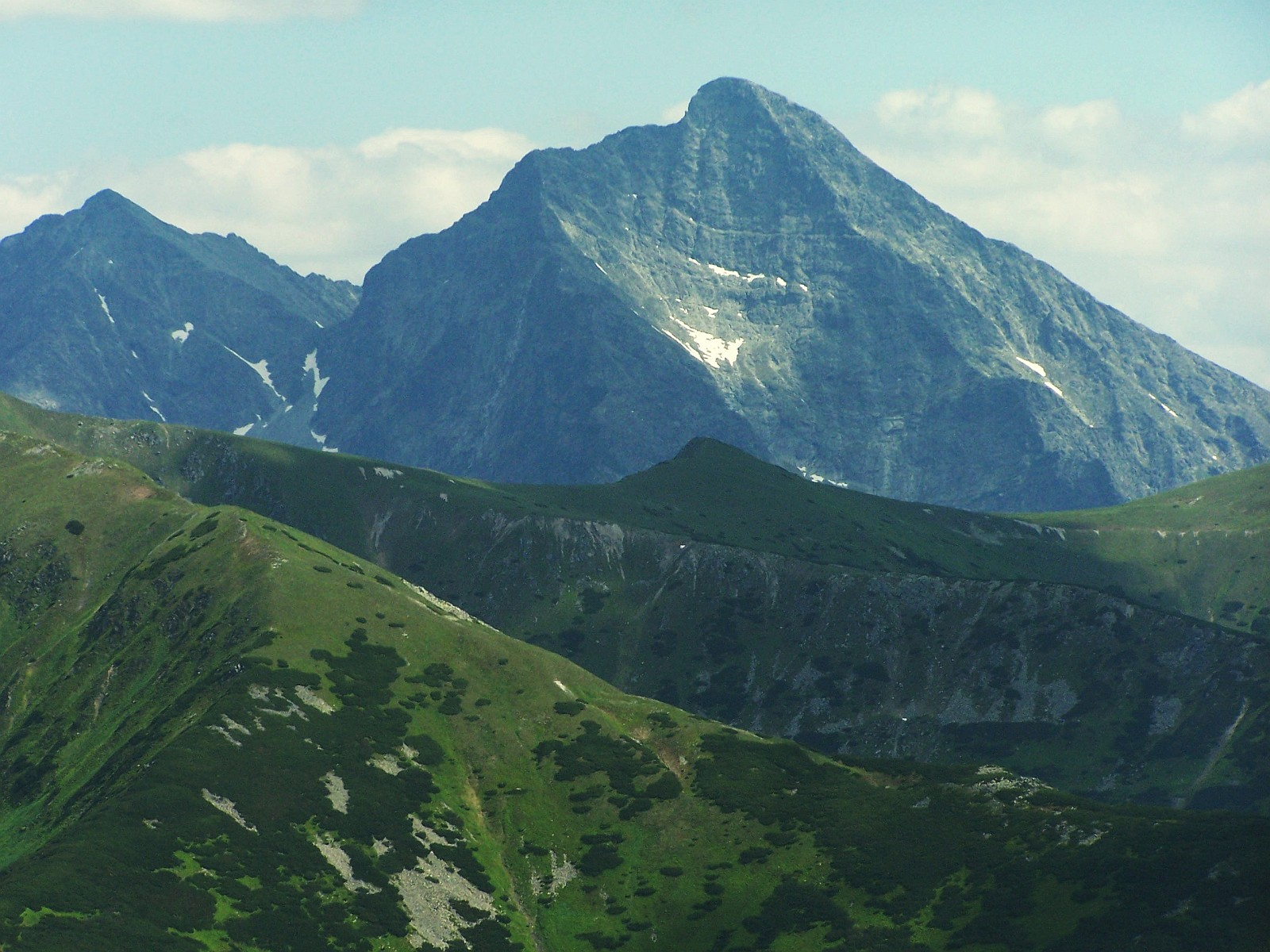
Poniżej Krywania Skrajny Goły Wierch, po jego prawej stronie Koprowicka Przełęcz Wyżnia
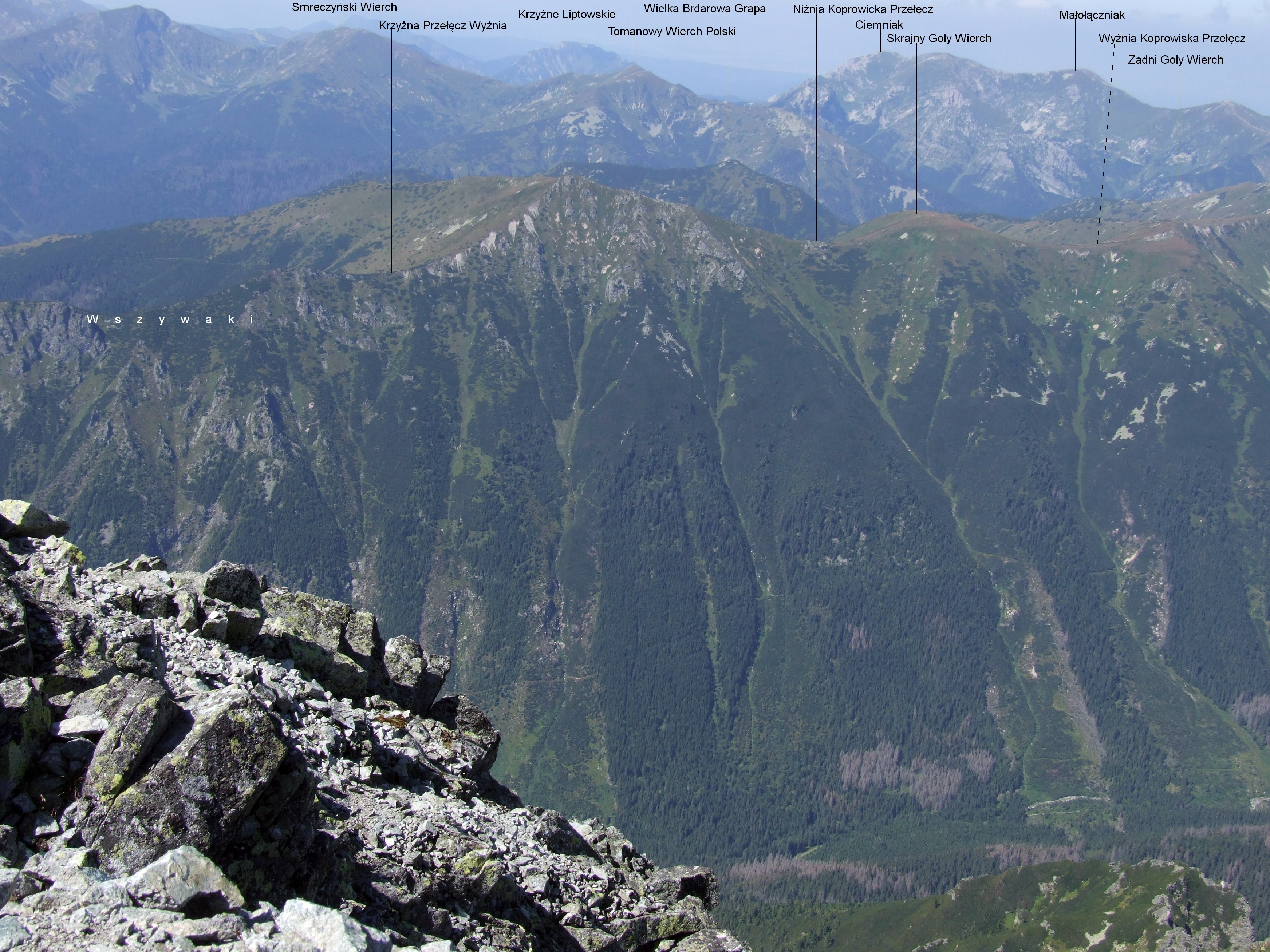
Widok z Krywania